# Corri e tira
Il corri e tira o run and gun nell'originario inglese, è una tattica di pallacanestro che prevede un ritmo di gioco molto alto. È stato reso famoso da Paul Westhead che lo ha applicato alla fine degli anni ottanta all'università Loyola Marymount.
Considerata principalmente una tattica offensiva è in realtà un sistema che combina anche la fase difensiva.
In attacco la squadra prova ad andare al tiro con la prima occasione disponibile, spesso da dietro la linea dei tre punti, cercando di concludere l'azione prima che la difesa avversaria si sia schierata. Nella fase difensiva la squadra effettua una pressione a tutto campo correndo l'elevato rischio di concedere tiri semplici agli avversari pur di mantenere la partita su ritmi frenetici.
Caratteristica di questo sistema sono le frequenti sostituzioni, che hanno lo scopo di mantenere gli atleti freschi e di non dare punti di riferimento agli avversari.
Con questa tattica Loyola Marymount nel 1990, è arrivata alle élite 8 nel torneo di basket NCAA, battendo anche i campioni in carica di Michigan 149-115. Coach Westhead ha tentato, senza molto successo, di implementare il sistema nella NBA con i Denver Nuggets nei primi anni novanta, ma questa tattica è stata utilizzata soprattutto da altre squadre universitarie, tra cui il Grinnell College. 
In Italia, massima espressione di questo stile di gioco è stata la Dinamo Sassari allenata da Romeo Sacchetti (2009-2015), che in pochi anni è passata dalla promozione in Serie A (2010) allo scudetto (2015), più due Coppe Italia (2014 e 2015) e una Supercoppa Italiana (2014).